# Anthophorula
Anthophorula is een geslacht van vliesvleugelige insecten uit de familie bijen en hommels (Apidae)

## Soorten
- A. albata (Timberlake, 1947)
- A. albicans (Provancher, 1896)
- A. albovestita (Timberlake, 1947)
- A. albovittata (Cockerell, 1918)
- A. asteris (Mitchell, 1962)
- A. beameri (Timberlake, 1980)
- A. brevicornis (Timberlake, 1980)
- A. centralis (Timberlake, 1980)
- A. cerei (Timberlake, 1947)
- A. cockerelli (Timberlake, 1980)
- A. compactula Cockerell, 1897
- A. completa (Cockerell, 1935)
- A. consobrina (Timberlake, 1980)
- A. cornigera (Cockerell, 1922)
- A. crassicornis (Timberlake, 1980)
- A. crenulata (Timberlake, 1980)
- A. chionura (Cockerell, 1925)
- A. chlorina (Cockerell, 1918)
- A. deserticola (Timberlake, 1947)
- A. eriogoni (Timberlake, 1947)
- A. euphorbiae (Timberlake, 1947)
- A. exilis (Timberlake, 1980)
- A. fuscicornis (Timberlake, 1980)
- A. gracilicornis (Timberlake, 1980)
- A. gutierreziae (Timberlake, 1947)
- A. halli (Timberlake, 1980)
- A. ignota (Timberlake, 1980)
- A. imparilis (Timberlake, 1980)
- A. interrupta (Timberlake, 1980)
- A. laticincta (Timberlake, 1980)
- A. levigata (Timberlake, 1980)
- A. linsleyi (Timberlake, 1980)
- A. macrodonta González-Vaquero & Roig-Alsina, 2005
- A. micheneri (Timberlake, 1947)
- A. minima (Timberlake, 1980)
- A. morgani Cockerell, 1914

- A. morula (Timberlake, 1980)
- A. nevadensis (Timberlake, 1980)
- A. nitens (Cockerell, 1915)
- A. niveata (Friese, 1908)
- A. oaxacana (Timberlake, 1980)
- A. palmarum (Timberlake, 1947)
- A. pallidicornis (Timberlake, 1980)
- A. parva (Timberlake, 1980)
- A. punctatissima (Timberlake, 1980)
- A. pygmaea (Cresson, 1872)
- A. robustula (Timberlake, 1980)
- A. rozeni (Timberlake, 1980)
- A. rufiventris (Timberlake, 1947)
- A. scapalis (Timberlake, 1980)
- A. sculleni (Timberlake, 1980)
- A. serrata (Friese, 1899)
- A. sidae (Cockerell, 1897)
- A. snellingi (Timberlake, 1980)
- A. sonorensis (Timberlake, 1980)
- A. subcrassicornis (Timberlake, 1980)
- A. texana (Friese, 1899)
- A. torticornis (Cockerell, 1927)
- A. tricinctula (Timberlake, 1980)
- A. truncata González-Vaquero & Roig-Alsina, 2005
- A. unicornis González-Vaquero & Roig-Alsina, 2005
- A. varleyi (Timberlake, 1947)
- A. yoloensis (Timberlake, 1980)